# Высокое (микрорайон Ржева)
Высо́кое (Высо́ково) – микрорайон в юго-западной части города Ржева Тверской области, южнее железнодорожной линии Москва – Рига.
На севере, по реке Большая Лоча граничит с микрорайоном Путеец, на юго-востоке с деревней Абрамково Ржевского района.
Состоит из одноэтажной жилой застройки (частного сектора), промышленных объектов не имеет.
Начал застраиваться в 1960-е годы.
Сообщение с основной частью Ржева осуществляется через железнодорожный переезд.